# 심령솔루션 엑소시스트의 에피소드 목록
아래는 TvN의 시사 프로그램인 《심령솔루션 엑소시스트》의 에피소드 목록이다.

## 시리즈 개요
| 연도 | 연도 | 에피소드 | 방송 기간       | 방송 기간        |
| 연도 | 연도 | 에피소드 | 시작            | 종영             |
| ---- | ---- | -------- | --------------- | ---------------- |
|      | 2008 | 31회     | 2008년 5월 29일 | 2008년 12월 25일 |
|      | 2009 | 53회     | 2009년 1월 1일  | 2009년 12월 30일 |
|      | 2010 | 52회     | 2010년 1월 6일  | 2010년 12월 29일 |
|      | 2011 | 52회     | 2011년 1월 5일  | 2011년 8월 31일  |

### 2008년
| 회차 | 방영 일자  | 출저                                                |
| ---- | ---------- | --------------------------------------------------- |
| 1회  | 2008.05.29 | 아내의 두 얼굴 - 서비스 중지 안내                   |
| 2회  | 2008.06.05 | 예고된 죽음 - 서비스 중지 안내                      |
| 3회  | 2008.06.12 | 신(神)이 내린 운명                                  |
| 4회  | 2008.06.19 | 엑소시스트 - 하이라이트                             |
| 5회  | 2008.06.26 | 고속도로 의문사                                     |
| 6회  | 2008.07.03 | 귀신과 사는 여자 - 서비스 중지 안내                 |
| 7회  | 2008.07.10 | 잠들지 못하는 남자                                  |
| 8회  | 2008.07.17 | 돌아온 아버지의 혼령 - 서비스 중지 안내             |
| 9회  | 2008.07.24 | 죽어야 사는 여자 - 첫번째 이야기 - 서비스 중지 안내 |
| 10회 | 2008.07.31 | 죽어야 사는 여자 - 두번째 이야기 - 서비스 중지 안내 |
| 11회 | 2008.08.07 | 죽음의 행진 - 서비스 중지 안내                      |
| 12회 | 2008.08.14 | 엑소시스트 - 스폐셜 - 서비스 중지 안내              |
| 13회 | 2008.08.21 | 아내의 죽음, 4년만의 만남                           |
| 14회 | 2008.08.28 | 위험한 여자친구 - 서비스 중지 안내                  |
| 15회 | 2008.09.04 | 의문의 오토바이 사고사                              |
| 16회 | 2008.09.11 | 추석 스폐셜 - 가족                                  |
| 17회 | 2008.09.18 | 귀신을 부르는 여자                                  |
| 18회 | 2008.09.25 | 기묘한 가족 1 - 서비스 중지 안내                    |
| 19회 | 2008.10.02 | 밤이 무서운 남자 - (19금)                           |
| 20회 | 2008.10.09 | 15일간의 공포                                       |
| 21회 | 2008.10.16 | 식칼을 든 아내 - 서비스 중지 안내                   |
| 22회 | 2008.10.23 | 엑소시스트를 찾습니다! - 1탄                        |
| 23회 | 2008.10.30 | 엑소시스트를 찾습니다! - 2탄                        |
| 24회 | 2008.11.06 | 엑소시스트를 찾습니다! - 스페셜                     |
| 25회 | 2008.11.13 | 잘못된 신내림 - 서비스 중지 안내                    |
| 26회 | 2008.11.20 | 강송이 실종 사건                                    |
| 27회 | 2008.11.27 | 귀신과의 동거 - 서비스 중지 안내                    |
| 28회 | 2008.12.04 | 미공개 X-File                                       |
| 29회 | 2008.12.11 | 애증의 모녀 첫번째 이야기 - 서비스 중지 안내        |
| 30회 | 2008.12.18 | 애증의 모녀.. 두 번째 이야기 - 서비스 중지 안내     |
| 31회 | 2008.12.25 | 2008년 택시 어워즈 1                                |

### 2009년
| 회차 | 방영 일자  | 출저                                                       |
| ---- | ---------- | ---------------------------------------------------------- |
| 32회 | 2009.01.01 | 송년특집! - 2008 엑소시스트 - 서비스 중지 안내             |
| 33회 | 2009.01.08 | 엄마를 잃어버리다...                                       |
| 34회 | 2009.01.15 | 거울 속 귀신...                                            |
| 35회 | 2009.01.22 | 대구 초등학생 납치 범죄사건 - 1부                          |
| 36회 | 2009.01.29 | 대구 초등학생 납치 범죄사건 - 2부                          |
| 37회 | 2009.02.05 | 18세 소녀의 한(恨)                                         |
| 38회 | 2009.02.12 | 솔루션 그리고 그 후                                        |
| 39회 | 2009.02.19 | 죽기 전 마지막 기록... 사진.                               |
| 40회 | 2009.02.26 | 고양시 부녀자 실종사건                                     |
| 41회 | 2009.03.05 | 영혼의 짝을 찾습니다! - 1부                                |
| 42회 | 2009.03.12 | 영혼의 짝을 찾습니다! - 2부                                |
| 43회 | 2009.03.19 | 한국판 버뮤다 삼각지대, 영진호 실종사건 - 서비스 중지 안내 |
| 44회 | 2009.03.26 | 연쇄범죄의 영혼의 분노!                                    |
| 45회 | 2009.04.02 | 신병 공개 테스트 - 1편                                     |
| 46회 | 2009.04.09 | 신병 공개 테스트 - 2편                                     |
| 47회 | 2009.04.16 | 경기도 안산 최진호 군 실종 사건                            |
| 48회 | 2009.04.23 | 미해결 사건 스페셜                                         |
| 49회 | 2009.04.30 | 범죄의 얼굴                                                |